# La Gaude
La Gaude (Occitaans en Italiaans: La Gauda) is een gemeente in het Franse departement Alpes-Maritimes (regio Provence-Alpes-Côte d'Azur). De plaats maakt deel uit van het arrondissement Grasse. La Gaude telde op 1 januari 2022 7.194 inwoners. Er bevond zich een groot onderzoekscentrum van de firma IBM.

## Geografie
De oppervlakte van La Gaude bedroeg op 1 januari 2022 13,1 vierkante kilometer; de bevolkingsdichtheid was toen 549,2 inwoners per km².
De onderstaande kaart toont de ligging van La Gaude met de belangrijkste infrastructuur en aangrenzende gemeenten.

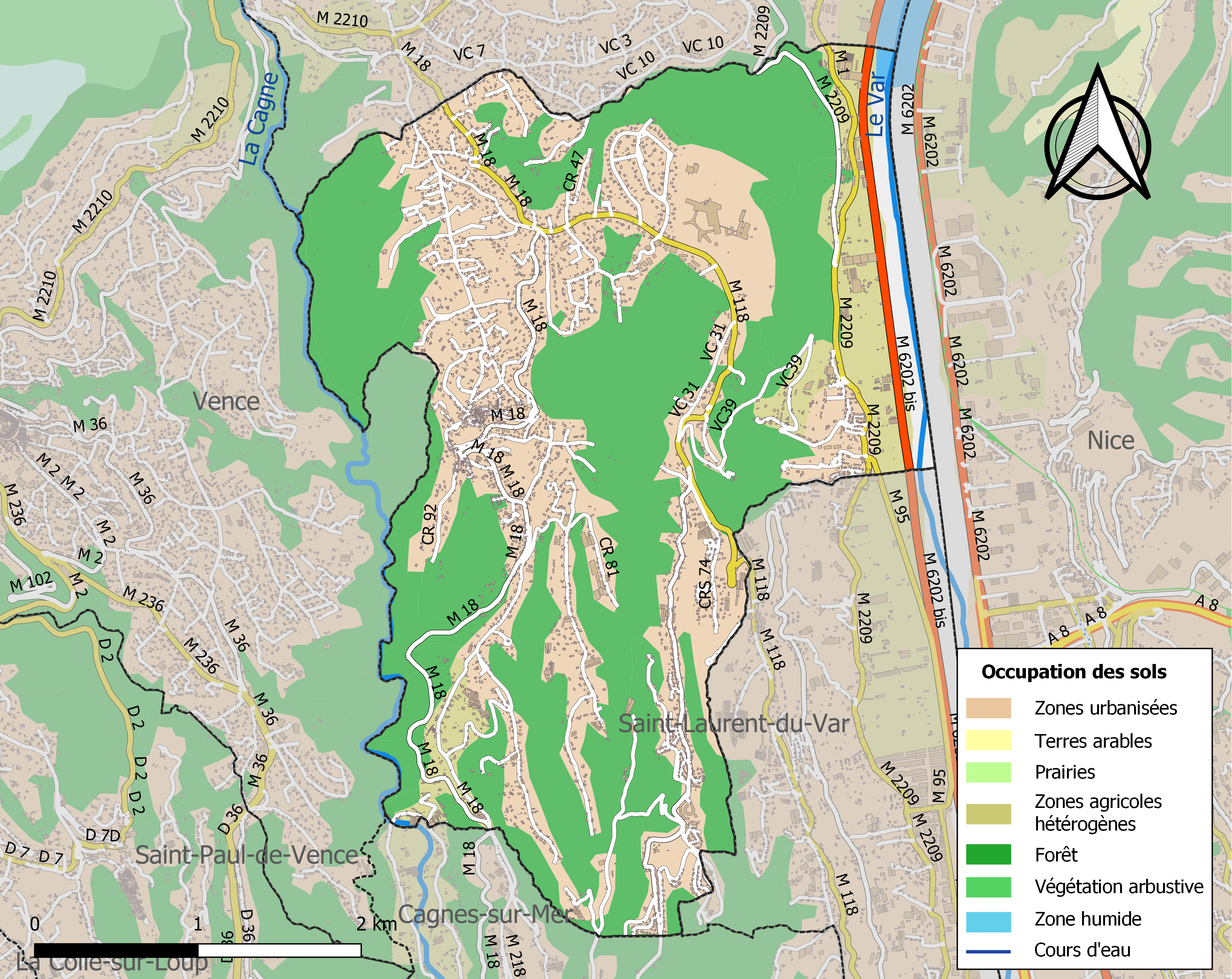

## Demografie
Onderstaande figuur toont het verloop van het inwonertal (bron: INSEE-tellingen).
Vanwege een beveiligingsprobleem met de MediaWiki Graph-software is het momenteel niet mogelijk deze grafiek weer te geven. Zodra de software is bijgewerkt zal de grafiek vanzelf weer zichtbaar worden.